# Christian von Stemann
Christian von Stemann (* 16. November 1816 in Schleswig; † 2. Februar 1882 in Kiel) war ein deutscher Jurist und Diplomat.

## Leben
Stemann war der Sohn des Kammerherrn und Landkriegskommissars Leopold von Stemann. Er absolvierte die Gymnasien von Schleswig und Lüneburg, bevor er ein Studium der Rechtswissenschaft aufnahm. Er studierte an den Universitäten von Berlin, Heidelberg und Kiel. 1840 bestand er das juristische Amtsexamen in Kiel mit Auszeichnung.
Stemann wurde 1840 zunächst Auskultant am holsteinischen Obergericht in Glückstadt, bevor er 1843 zum Legationssekretär bei der holsteinischen Bundesgesandtschaft in Frankfurt am Main ernannt wurde. Von 1848 bis 1851 war er als Diplomat zunächst der Provisorischen, dann der Gemeinsamen Regierung und zuletzt der Statthalterschaft von Schleswig-Holstein tätig. 1852 wechselte er in den preußischen Staatsdienst. Er wurde Staatsanwalt zunächst in Stargard, dann in Perleberg und zuletzt in Stettin.
Stemann trat im Februar 1865 mit der Errichtung der schleswig-holsteinischen Regierung als Chef der 3. Sektion in deren Dienst, bevor er im September 1865 als Chef der 2. Sektion in den Dienst der neuerrichteten holsteinischen Regierung kam. 1866 formulierte er den Entwurf eines Gesetzes, betr. die Gerichtsverfassung in Schleswig-Holstein sowie den Entwurf einer Strafproceßordnung. Ab 1866 lebte er als Regierungsrat a. D. in Kiel. Der Privatier erhielt 1877 von der Kieler Universität die Ehrendoktorwürde (Dr. iur. h.c.) verliehen.

## Werke (Auswahl)
- Die Jury in Strafsachen, Nestler und Melle, Hamburg 1847.
- Darstellung des preussischen Strafverfahrens, Reimer, Berlin 1858.
- Über die Einreihung der Schleswig-Holsteinschen Rechtsordnung in die Preußische, Schwer, Kiel 1867.
- Sammlung der Gesetze, Verordnungen und Verfügungen, welche den bürgerlichen Proceß in Schleswig-Holstein betreffen, mit Anmerkungen versehen, Schwer, Kiel 1868.
- Das Vergehen der Unterschlagung und Untreue, Kiel 1870.